# L'estro armonico

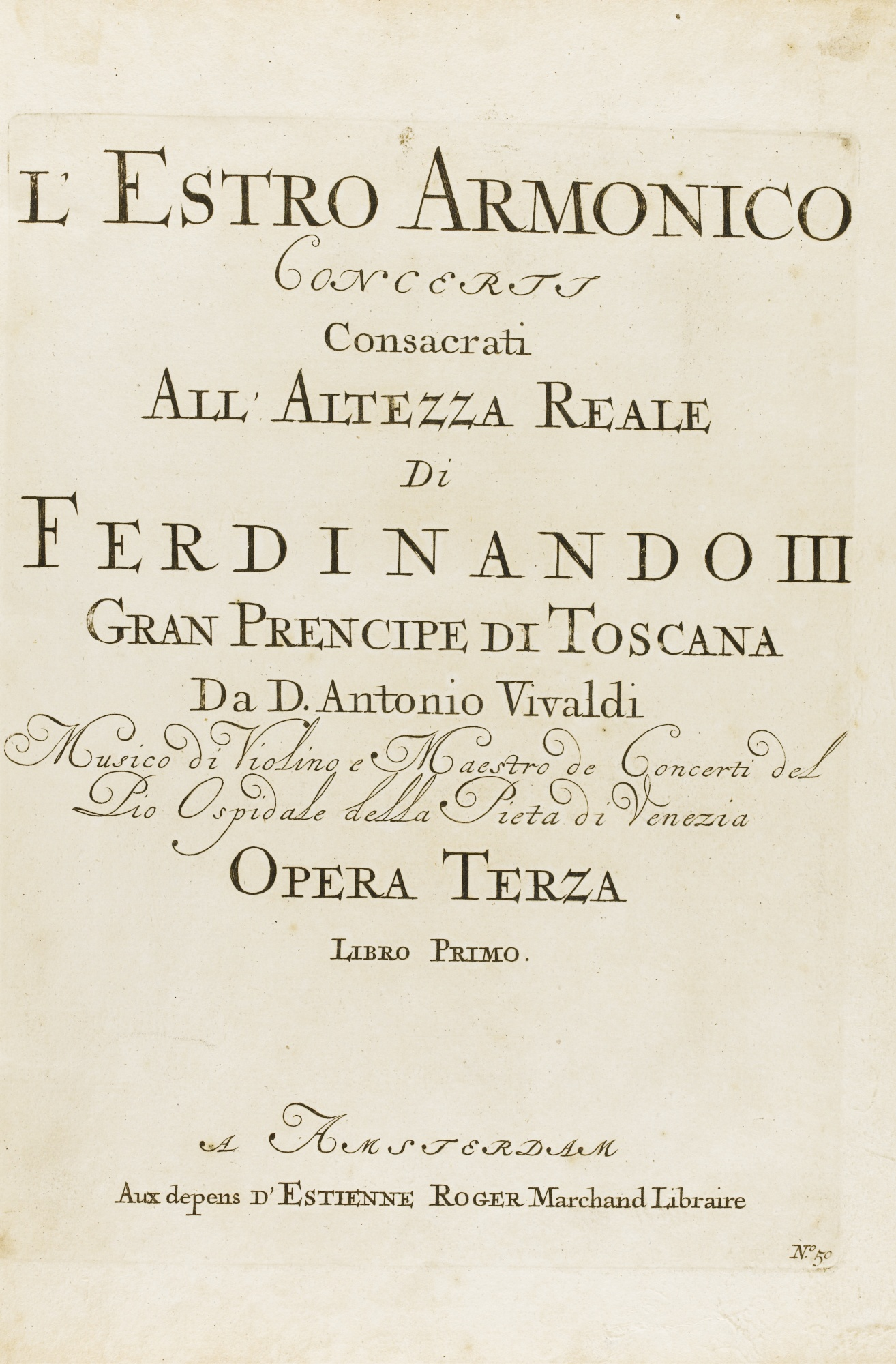
L'estro armonico, op.3

L' estro armonico (em português, 'A inspiração harmônica'), Op.3, de Antonio Vivaldi é uma coletânea de doze concertos (para um, dois e quatro  violinos)  escritos em 1711. Esse trabalho aumentou tremendamente a reputação de Vivaldi, que passou a ser reconhecido como Il Prete Rosso (O Padre Vermelho). O especialista em Vivaldi, Michael Talbot, indo mais longe, chega a dizer que as obras são "talvez a coleção mais influente da música instrumental de todo o século XVIII". Os concertos da coleção são normalmente apresentados juntos, em ordem cronológica, e são  "concerti grossi" devido ao uso de um concertino, sendo que o solo de violoncelo é frequentemente utilizado.